# Тресков

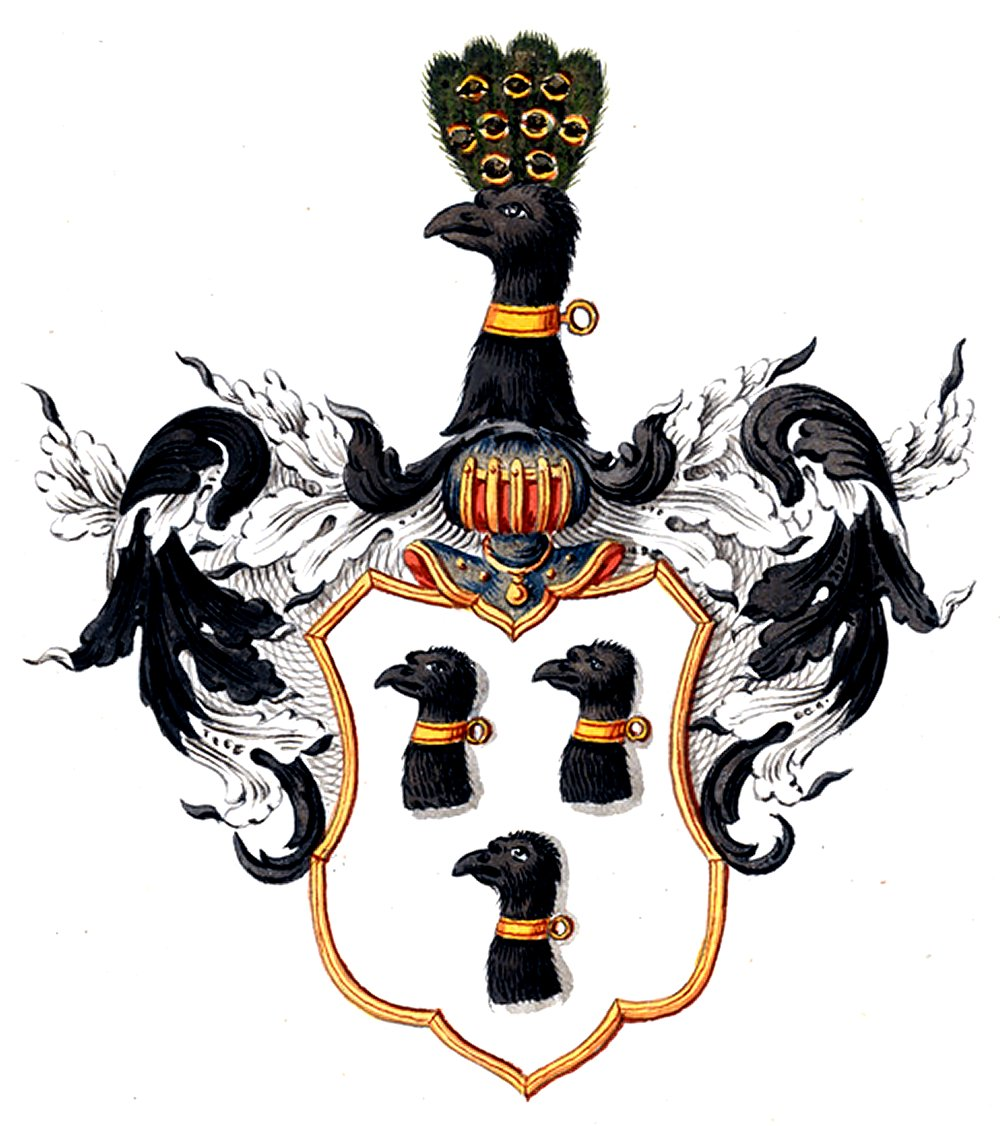
Герб роду Трескових.

Трескови (нім. Tresckow, Treskow) — прусський дворянський рід.

## Відомі представники
- Ганс-Удо фон Тресков (1893 — 1955) — німецький офіцер, контрадмірал вермахту.
- Геннінг фон Тресков  (1901 — 1944) — німецький офіцер, генерал-майор вермахту. Один із керівників антинацистського Опору. Кавалер Німецького хреста в золоті.
- Йоахім фон Тресков (1894 — 1958) — німецький воєначальник, генерал-лейтенант вермахту. Кавалер Лицарського хреста Залізного хреста.